# Curtis Lampson
 (mars 2018).
Si vous disposez d'ouvrages ou d'articles de référence ou si vous connaissez des sites web de qualité traitant du thème abordé ici, merci de compléter l'article en donnant les références utiles à sa vérifiabilité et en les liant à la section « Notes et références ».
Sir Curtis Miranda Lampson, 1er baronnet (21 septembre 1806 - 12 mars 1885), est un marchand de fourrures anglo-américain notamment connu pour avoir fait la promotion du câble télégraphique transatlantique.